# Sara F. Costa
Sara F. Costa (Oliveira de Azeméis, 1987) é uma poetisa, escritora, investigadora e professora portuguesa, reconhecida internacionalmente. Especializada em Estudos Chineses, viveu longos períodos na China, principalmente em Tianjin e Pequim, até 2020. A sua obra literária, que inclui poesia e ficção, tem sido amplamente premiada, com destaque para o Prémio Literário João da Silva Correia (2007, 2011, 2016) e o Prémio Literário Internacional Glória de Sant’Anna (2019) pelo livro "A Transfiguração da Fome".
Em 2017, foi autora convidada no Festival Internacional de Poesia e Literatura de Istambul e, em 2018, participou na organização de eventos literários na China, como o Festival Literário de Macau e o Festival Internacional de Literatura entre a China e a União Europeia em Shanghai e Suzhou.
Os seus poemas foram traduzidos para mais de sete línguas e publicados globalmente. Coordena eventos literários no coletivo artístico Spittoon e fundou o primeiro workshop de poesia em Pequim. Além de poesia, escreve ficção e traduz literatura chinesa para português e inglês. Em 2020, lançou "Poética Não Oficial", uma antologia de poesia chinesa contemporânea, e em 2024, estreia-se na ficção com "Cidade Cinza". É membro da direção da APWT (Asian-Pacific Writers and Translators) e em 2021, recebeu uma bolsa de criação literária de doze meses da DGLAB, resultando no livro "Ser-Rio, Deus-Corpo", já traduzido para castelhano e inglês.
Em 2024 publicou o livro "Cidade Cinza" publicada pela Editora Labirinto.

## Obra

### Poesia
- A Melancolia das Mãos e Outros Rasgos (2003) ISBN 989-614-009-X
- Uma Devastação Inteligente (2008) ISBN 9789729148224
- O Sono Extenso (2012) ISBN 978-972-780-344-6
- O Movimento Impróprio do Mundo (2016)
- A Transfiguração da Fome (2018)
- Ser-Rio, Deus-Corpo (2022)

### Ficção
- Cidade Cinza (2024)

### Tradução e Organização
- "Poética Não Oficial - Poesia Chinesa Contemporânea" (2020)

### Obras traduzidas
- River-Being, Bodily-God (2022)
- Ser-Río, Dios-Cuerpo (2023)